# Luis N. Méndez
Luis N. Méndez fue un abogado mexicano, de ideología liberal, nombrado Rector Honorario de la Escuela Libre de Derecho, según protesta planteada por don Miguel S. Macedo a la Junta General de Profesores, misma que don Luis presidía, el 23 de julio de 1912, en el momento de la fundación de la Escuela Libre de Derecho.
Aunque al habérsele solicitado su opinión sobre la viabilidad de la Escuela Libre de Derecho respondió en primera instancia que no era posible que en México este tipo de escuelas y que no duraría más allá de una temporada de lluvias, lo que llevó a la búsqueda de reconocimiento y apoyo de diversas instituciones. 
Es recordada, por maestros y alumnos de la Escuela Libre de Derecho su influencia y activa participación en el movimiento fundador de la misma Escuela, que quedaría plasmada en su alocución vertida, después de grandes aplausos en la ceremonia de inauguración de la misma.
Cabe destacar que fundó la Gaceta de los Tribunales, primer periódico de Derecho editado en México.
- Datos: Q5984046